# Suiza en la Copa Mundial de Fútbol de 1938
Suiza fue una de las 15 selecciones participantes en la Copa Mundial de Fútbol de Francia 1938, la cual fue su tercera participación mundialista de manera consecutiva.

## Clasificación

### Grupo 5
| Equipo 1 | Resultado | Equipo 2 |
| -------- | --------- | -------- |
| Suiza    | 2–1       | Portugal |

## Jugadores
Estos fueron los 22 jugadores convocados para el torneo, y junto a Hungría fue una de las dos selecciones que convocó a jugadores que militaban en equipo del exterior:

## Resultados
Suiza fue eliminada en la segunda ronda.

### Primera ronda
| 4 de junio de 1938                                       | Suiza        | 1-1 (t. s.) | Alemania    | Parc des Princes, París                                   |                                                           |
|                                                          | Abegglen 43' | Reporte     | Gauchel 29' | Asistencia: 27 152 espectadores Árbitro(s): John Langenus | Asistencia: 27 152 espectadores Árbitro(s): John Langenus |
| Se juega un partido de desempate para definir al ganador |              |             |             |                                                           |                                                           |

| 9 de junio de 1938                       | Alemania                            | 2-4     | Suiza                                         | Parc des Princes, París                                 |                                                         |
|                                          | Hahnemann 8' · Lörtscher 22' (a.g.) | Reporte | Walaschek 42' · Bickel 64' · Abegglen 75' 78' | Asistencia: 20 025 espectadores Árbitro(s): Ivan Eklind | Asistencia: 20 025 espectadores Árbitro(s): Ivan Eklind |
| Partido de desempate de la primera ronda |                                     |         |                                               |                                                         |                                                         |

### Cuartos de final
| 12 de junio de 1938 | Suiza | 0-2     | Hungría                     | Stade Victor Boucquey, Lille                                   |                                                                |
|                     |       | Reporte | Sárosi 40' · Zsengellér 89' | Asistencia: 15 000 espectadores Árbitro(s): Rinaldo Barlassina | Asistencia: 15 000 espectadores Árbitro(s): Rinaldo Barlassina |